# 2007 في نيجيريا
فيما يلي قوائم الأحداث التي وقعت خلال عام 2007 في نيجيريا.

## سياسة

### تعيين في المنصب
- 1 يناير – هنري ديكسون عضو مجلس النواب النيجيرى ‏.
- 29 مايو – عمر يارادوا رئيس نيجيريا.
- 29 مايو – غودلاك جوناثان نائب رئيس نيجيريا [الإنجليزية]‏.
- 14 يونيو – بيتر أوبي Governor of Anambra State ‏.

### انتهاء فترة المنصب
- 1 مايو – إيا أبو بكر عضو مجلس الشيوخ في نيجيريا ‏.
- 29 مايو – أولوسيجون أوباسانجو رئيس نيجيريا.
- 29 مايو – غودلاك جوناثان Governor of Bayelsa State [الإنجليزية]‏.

## أفلام
من الأفلام التي صدرت هذه السنة في نيجيريا:
- 1 يناير – الأميرة تايرا من إخراج فرانك راجا أراسي.

## وفيات

### أبريل
- 13 أبريل – جعفر محمود آدم (مواليد 1960)

### يوليو
- 27 يوليو – جيمس أوييبولا (مواليد 1961) ملاكم من المملكة المتحدة.